# Мхчян
Мхчян (вірм. Մխչյան) — село в марзі Арарат, у центрі Вірменії. Село є важливим залізничним вузлом, яке розвантажує найбільший залізничний вузол Вірменської залізниці — станцію Масіс. Село розташоване за 11 км на північний захід від міста Арташата, за 7 км на південний схід від міста Масіс, за 1 км на південний схід від села Мргавет та за 1 км на північ від села Дімітров